# Tetrafluoroeten
Tetrafluoroeten, TFE – organiczny związek chemiczny z grupy węglowodorów halogenowanych (halogenoalken), fluoropochodna etenu, stosowany głównie jako monomer do syntezy politetrafluoroetylenu (−CF
2−CF
2−)
n oraz jako ważny półprodukt w wielu innych syntezach organicznych.
Jest palnym bezbarwnym gazem, łatwo polimeryzuje.

## Otrzymywanie
Tetrafluoroeten można otrzymać w wyniku ogrzewania pod wysokim ciśnieniem chloroformu z fluorowodorem. Związkiem pośrednim w tym procesie jest chlorodifluorometan:
CHCl
3 + 2HF → CHClF
2 + 2HCl
2CHClF
2 → C
2F
4 + 2HCl

## Właściwości chemiczne
Tetrafluoroeten reaguje łatwo z odczynnikami nukleofilowymi. Np. jego cykloaddycja do cyklopentadienu realizuje się wg dwu konkrecyjnych schematów [2+2] i [4+2].